# (65407) 2002 RP120
(65407) 2002 RP120 ist ein Asteroid mit einer der größten bekannten Bahnexzentrizitäten. Knapp übertroffen wird er darin vom Transneptunischen Objekt (87269) 2000 OO67. 2002 RP120 ist zudem einer der wenigen Asteroiden mit einem retrograden Umlauf.
2002 RP120 wurde am 4. September 2002 von Brian A. Skiff im Rahmen des LONEOS-Programmes entdeckt. Obwohl selbst während des Periheldurchgangs am 6. Oktober 2002 keine Anzeichen von Aktivität nachgewiesen werden konnten, deutet die „typische Kometenbahn“ darauf hin, dass es sich bei dem Objekt vermutlich um einen alten, „ausgebrannten“ Kometen handelt.